# Orkestrering (it)
 For alternative betydninger, se Orkestrering. (Se også artikler, som begynder med Orkestrering)
Orkestrering (engelsk: orchestration) betegner indenfor systemadministration automatiseret håndtering af konfiguration, koordination af computersystemer og software.
Der findes en række forskellige typer software til automatisering af serverkonfiguration og -håndtering, heriblandt Ansible, Puppet, Salt, Terraform og AWS CloudFormation.